# Liste des titres musicaux numéro un en Allemagne en 1983
Cette page liste les titres numéro un dans les meilleures ventes de disques en Allemagne pour l'année 1983 selon Media Control Charts. 
Les classements sont issus des 100 meilleures ventes de singles et des 100 meilleures ventes d'albums. Ils se déroulent du vendredi au jeudi, et sont publiés le mardi par l'industrie musicale allemande.

## Classement des singles
| №  | Date         | Artiste                             | Titre                         |
| -- | ------------ | ----------------------------------- | ----------------------------- |
| 1  | 7 janvier    | Culture Club                        | Do You Really Want to Hurt Me |
| 2  | 14 janvier   | Culture Club                        | Do You Really Want to Hurt Me |
| 3  | 21 janvier   | Culture Club                        | Do You Really Want to Hurt Me |
| 4  | 28 janvier   | Peter Schilling                     | Major Tom (völlig losgelöst)  |
| 5  | 4 février    | Peter Schilling                     | Major Tom (völlig losgelöst)  |
| 6  | 11 février   | Peter Schilling                     | Major Tom (völlig losgelöst)  |
| 7  | 18 février   | Peter Schilling                     | Major Tom (völlig losgelöst)  |
| 8  | 25 février   | Peter Schilling                     | Major Tom (völlig losgelöst)  |
| 9  | 4 mars       | Peter Schilling                     | Major Tom (völlig losgelöst)  |
| 10 | 11 mars      | Peter Schilling                     | Major Tom (völlig losgelöst)  |
| 11 | 18 mars      | Peter Schilling                     | Major Tom (völlig losgelöst)  |
| 12 | 25 mars      | Nena                                | 99 Luftballons                |
| 13 | 1er avril    | Kajagoogoo                          | Too Shy                       |
| 14 | 8 avril      | Kajagoogoo                          | Too Shy                       |
| 15 | 15 avril     | Kajagoogoo                          | Too Shy                       |
| 16 | 22 avril     | Kajagoogoo                          | Too Shy                       |
| 17 | 29 avril     | Kajagoogoo                          | Too Shy                       |
| 18 | 6 mai        | Geier Sturzflug                     | Bruttosozialprodukt           |
| 19 | 13 mai       | Geier Sturzflug                     | Bruttosozialprodukt           |
| 20 | 20 mai       | Geier Sturzflug                     | Bruttosozialprodukt           |
| 21 | 27 mai       | Geier Sturzflug                     | Bruttosozialprodukt           |
| 22 | 3 juin       | Robin Gibb                          | Juliet                        |
| 23 | 10 juin      | Robin Gibb                          | Juliet                        |
| 24 | 17 juin      | Robin Gibb                          | Juliet                        |
| 25 | 24 juin      | Robin Gibb                          | Juliet                        |
| 26 | 1er juillet  | Robin Gibb                          | Juliet                        |
| 27 | 8 juillet    | Robin Gibb                          | Juliet                        |
| 28 | 15 juillet   | Rod Stewart                         | Baby Jane                     |
| 29 | 22 juillet   | Rod Stewart                         | Baby Jane                     |
| 30 | 29 juillet   | Rod Stewart                         | Baby Jane                     |
| 31 | 5 août       | Deutsch-Österreichisches Feingefühl | Codo… düse im Sauseschritt    |
| 32 | 12 août      | Deutsch-Österreichisches Feingefühl | Codo… düse im Sauseschritt    |
| 33 | 19 août      | Deutsch-Österreichisches Feingefühl | Codo… düse im Sauseschritt    |
| 34 | 26 août      | Deutsch-Österreichisches Feingefühl | Codo… düse im Sauseschritt    |
| 35 | 2 septembre  | Deutsch-Österreichisches Feingefühl | Codo… düse im Sauseschritt    |
| 36 | 9 septembre  | Laid Back                           | Sunshine Reggae               |
| 37 | 16 septembre | Laid Back                           | Sunshine Reggae               |
| 38 | 23 septembre | Laid Back                           | Sunshine Reggae               |
| 39 | 30 septembre | Laid Back                           | Sunshine Reggae               |
| 40 | 7 octobre    | Laid Back                           | Sunshine Reggae               |
| 41 | 14 octobre   | Laid Back                           | Sunshine Reggae               |
| 42 | 21 octobre   | Gazebo                              | I Like Chopin                 |
| 43 | 28 octobre   | Gazebo                              | I Like Chopin                 |
| 44 | 4 novembre   | Gazebo                              | I Like Chopin                 |
| 45 | 11 novembre  | Paul Young                          | Come Back and Stay            |
| 46 | 18 novembre  | Paul Young                          | Come Back and Stay            |
| 47 | 25 novembre  | Paul Young                          | Come Back and Stay            |
| 48 | 2 décembre   | Paul Young                          | Come Back and Stay            |
| 49 | 9 décembre   | Paul Young                          | Come Back and Stay            |
| 50 | 16 décembre  | Paul Young                          | Come Back and Stay            |
| 51 | 23 décembre  | Paul Young                          | Come Back and Stay            |
| 52 | 30 décembre  | Nino de Angelo                      | Jenseits von Eden             |

## Classement des albums
| №  | Date         | Artiste         | Titre               |
| -- | ------------ | --------------- | ------------------- |
| 1  | 7 janvier    | Supertramp      | …Famous Last Words… |
| 2  | 14 janvier   | Supertramp      | …Famous Last Words… |
| 3  | 21 janvier   | Supertramp      | …Famous Last Words… |
| 4  | 28 janvier   | Supertramp      | …Famous Last Words… |
| 5  | 4 février    | Chris de Burgh  | The Getaway         |
| 6  | 11 février   | Nena            | Nena                |
| 7  | 18 février   | Nena            | Nena                |
| 8  | 25 février   | Nena            | Nena                |
| 9  | 4 mars       | Nena            | Nena                |
| 10 | 11 mars      | Nena            | Nena                |
| 11 | 18 mars      | Sydne Rome      | Aerobic             |
| 12 | 25 mars      | Nena            | Nena                |
| 13 | 1er avril    | Nena            | Nena                |
| 14 | 8 avril      | Pink Floyd      | The Final Cut       |
| 15 | 15 avril     | Pink Floyd      | The Final Cut       |
| 16 | 22 avril     | Pink Floyd      | The Final Cut       |
| 17 | 29 avril     | Nena            | Nena                |
| 18 | 6 mai        | Nena            | Nena                |
| 19 | 13 mai       | Michael Jackson | Thriller            |
| 20 | 20 mai       | Michael Jackson | Thriller            |
| 21 | 27 mai       | Michael Jackson | Thriller            |
| 22 | 3 juin       | Michael Jackson | Thriller            |
| 23 | 10 juin      | Michael Jackson | Thriller            |
| 24 | 17 juin      | Michael Jackson | Thriller            |
| 25 | 24 juin      | Michael Jackson | Thriller            |
| 26 | 1er juillet  | Michael Jackson | Thriller            |
| 27 | 8 juillet    | Michael Jackson | Thriller            |
| 28 | 15 juillet   | Michael Jackson | Thriller            |
| 29 | 22 juillet   | Michael Jackson | Thriller            |
| 30 | 29 juillet   | Mike Oldfield   | Crises              |
| 31 | 5 août       | Mike Oldfield   | Crises              |
| 32 | 12 août      | Mike Oldfield   | Crises              |
| 33 | 19 août      | Mike Oldfield   | Crises              |
| 34 | 26 août      | BAP             | Bess demnähx        |
| 35 | 2 septembre  | Mike Oldfield   | Crises              |
| 36 | 9 septembre  | Mike Oldfield   | Crises              |
| 37 | 16 septembre | Mike Oldfield   | Crises              |
| 38 | 23 septembre | Bande originale | Flashdance          |
| 39 | 30 septembre | Bande originale | Flashdance          |
| 40 | 7 octobre    | Bande originale | Flashdance          |
| 41 | 14 octobre   | Bande originale | Flashdance          |
| 42 | 21 octobre   | Bande originale | Flashdance          |
| 43 | 28 octobre   | Bande originale | Flashdance          |
| 44 | 4 novembre   | Bande originale | Flashdance          |
| 45 | 11 novembre  | Bande originale | Flashdance          |
| 46 | 18 novembre  | Genesis         | Genesis             |
| 47 | 25 novembre  | Paul Young      | No Parlez           |
| 48 | 2 décembre   | Paul Young      | No Parlez           |
| 49 | 9 décembre   | Paul Young      | No Parlez           |
| 50 | 16 décembre  | Paul Young      | No Parlez           |
| 51 | 23 décembre  | Paul Young      | No Parlez           |
| 52 | 30 décembre  | Paul Young      | No Parlez           |

## Hit-Parade de l'année
1. Irene Cara - Flashdance... What a Feeling
2. Mike Oldfield - Moonlight Shadow
3. Peter Schilling - Major Tom (völlig losgelöst)
4. Robin Gibb - Juliet
5. Nena - 99 Luftballons
6. Gazebo - I Like Chopin
7. Laid Back - Sunshine Reggae
8. Geier Sturzflug - Bruttosozialprodukt
9. Michael Jackson - Billie Jean
10. Rod Stewart - Baby Jane
11. Culture Club - Do You Really Want to Hurt Me
12. Phil Collins - You Can't Hurry Love
13. Deutsch-Österreichisches Feingefühl - Codo… düse im Sauseschritt
14. Rose Laurens - Africa (Voodoo Master)
15. David Bowie - Let’s Dance
16. Eurythmics - Sweet Dreams (Are Made of This)
17. Men Without Hats - The Safety Dance
18. Captain Sensible - Wot
19. Ryan Paris - Dolce Vita
20. Kajagoogoo - Too Shy
21. Kiz - Die Sennerin vom Königssee
22. Culture Club - Karma Chameleon
23. Michael Jackson - Beat It
24. Trans-X - Living on Video